# Atemlos
Atemlos (нем. Бездыханный) — шестой студийный альбом музыкального проекта Schiller, выпущен 12 марта 2010 года.

## Об альбоме
Atemlos содержит 30 новых композиций, включая две симфонии в объемном звучании 5.1.
Как и предыдущие альбомы, на Atemlos присутствуют композиции с различными приглашенными исполнителями: Надиа Али, Анна Мария Мюэ, Jaki Liebezeit, Odette Di Maio, Midge Ure, Kate Havnevik, Анггун, Ленка, Mia Bergstrom, Henree и Kim Sanders.
Первый сингл с альбома на песню Try был выпущен за три недели до официального выпуска альбома, сингл не выходил на физическом носителе и доступен только для скачивания.
4 июня 2010 года вышел второй сингл на композицию I Will Follow You.
Вдохновением на создание этого альбома является долгое путешествие Кристофера фон Дейлена на научно-исследовательском судне Поларштерн.

## Список композиций
Лимитированное ультра делюкс издание
В данном издании альбом оформлен как набор из четырёх дисков (3 CD + 1 DVD).
Диск1:
1. Willkommen (Добро пожаловать)
2. Tiefblau (Темно-синий)
3. Playing With Madness (feat. Mia Bergstrom) (Играя с безумием)
4. Atemlos (Бездыханный)
5. Try (feat. Nadia Ali) (Пробовать)
6. Unruhig Herz (feat. Anna Maria Muhe) (Беспокойное сердце)
7. Leidenschaft (feat. Jaki Liebezeit) (Страсть)
8. Blind (feat. Anggun) (Слепой)
9. Soho
10. Let It Rise (feat. Midge Ure)
11. Polarstern (Полярная звезда)
12. Don’t Go (feat. Kate Havnevik) (Не уходи)
13. Moments (Моменты)
14. Addicted (feat. Lenka) (Одержимый)
15. Morgenland (Восток)
16. Lost Again (feat. Odette Di Maio) (Потерять снова)

Диск 2:
1. La Mer
2. Sunrise (feat. Lenka) (Рассвет)
3. Augenblick (feat. Anna Maria Muhe) (Мгновение)
4. I Will Follow You (feat. Henree) (Я последую за тобой)
5. Opium (feat. Jaki Liebezeit) (Опиум)
6. The Fire (feat. Kate Havnevik) (Огонь)
7. Un Solo Minuto (feat. Odette Di Maio) (Минуту)
8. Salton Sea (Солтон-Си)
9. Under My Skin (feat. Kim Sanders) (Под моей кожей)
10. Hochland (Высокогорье)
11. Himmelblau (Небесно-голубой)
12. Always You (feat. Anggun) (Всегда ты)
13. Reprise (Реприза)

Диск 3 (DVD):
Электронные симфонии в 5.1
1. Luft (Воздух)
2. Wasser (Вода)

Atemlos 5.1 (Только аудио)
1. Willkommen
2. Tiefblau
3. Playing With Madness (feat. Mia Bergstrom)
4. Polarstern
5. Himmelblau
6. Leidenschaft (feat. Jaki Liebezeit)
7. Soho
8. Hochland
9. Always You (feat. Anggun)
10. Reprise

Запись в студии с Jaki Liebezeit
Экспедиция на Полярное море
Фотогалерея
1. Schiller
2. Polarstern

Диск 4 — Atemlose Klangwelten (Бездыханный мир звуков):
1. Klangwelt Eins
2. Klangwelt Zwei
3. Klangwelt Drei
4. Klangwelt Vier
5. Klangwelt Funf
6. Klangwelt Sechs

* Композиции данного диска являются расширенными инструментальными версиями вокальных композиций с первого и второго дисков
Остальные издания отличаются по количеству дисков входящих в состав издания.
- Делюкс издание 1CD и 1DVD
- Лимитированное супер делюкс издание 2CD и 1DVD
- Лимитированное ультра делюкс издание 3CD и 1DVD — выпущено ограниченным тиражом в 2500 штук [4]Наиболее полное издание, содержимое описано выше
- Двойной винил

В электронное издание продаваемое в виде mp3 файлов входило два бонусных трека доступных для бесплатного скачивания:
1. Sonnentor (Солнечные врата)
2. Try (Thomas Gold Remix)